# Alstroemeria cuiabana
Alstroemeria cuiabana es una especie fanerógama, herbácea, perenne y rizomatosa perteneciente a la familia de las alstroemeriáceas. Es endémica de Brasil, en particular del estado de Mato Grosso. Es un geófito tuberoso y crece principalmente en el bioma tropical estacionalmente seco.

## Taxonomía
Alstroemeria cuiabana fue descrita por Pierfelice Ravenna, y publicado en Onira 5: 18 (2000)
Etimología
Alstroemeria: nombre genérico que fue nombrado en honor del botánico sueco barón Clas Alströmer (Claus von Alstroemer) por su amigo Carlos Linneo.
cuiabana: epíteto que hace referencia a la ciudad brasilera de Cuiabá.